# カール・フリードリッヒ・ツェルナー
カール・フリードリッヒ・ツェルナー (Johann Karl Friedrich Zöllner, 1834年11月8日 - 1882年4月25日) は、ドイツの物理学者・天文学者である。測光学の分野で研究した。ツェルナー錯視の発見者とされる。

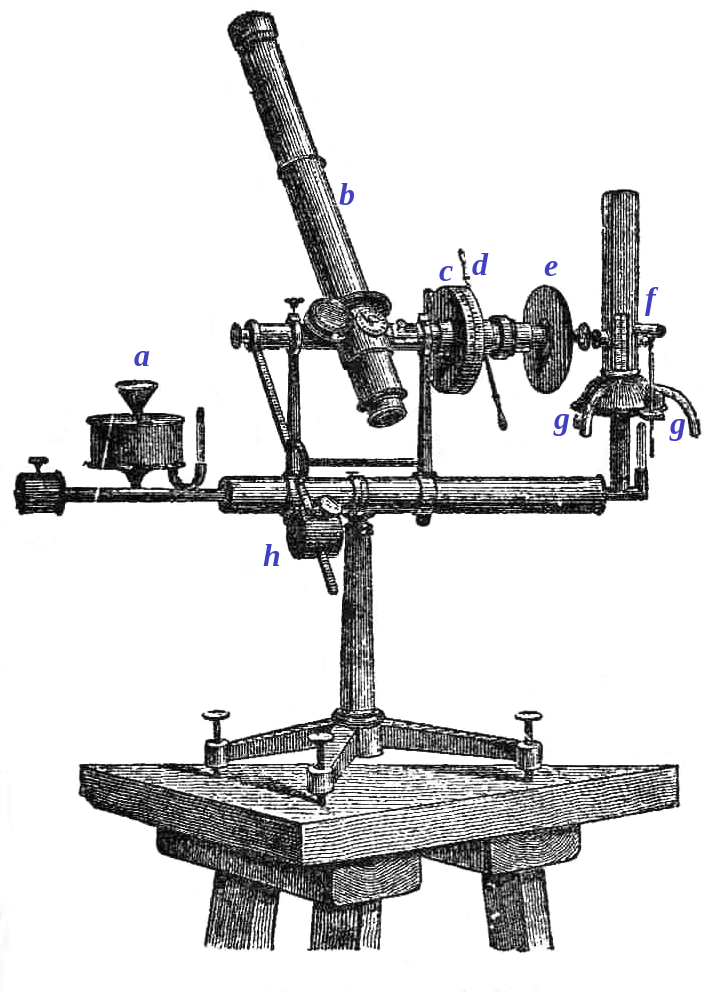
ツェルナー分光器

ベルリンで生まれ、ベルリン大学、バーゼル大学で学んだ。ライプツィヒ大学の天体物理学の教授などを務めた。天文観測機器の考案と改良を行い、特に測光器の分野に貢献した。太陽のプロミネンスの分光学的な観測を行った。彗星についての著書もある。

## 著書
- Über Photometrie, Poggendorffs Annalen, 1857.
- Grundzüge einer allgemeinen Photometrie des Himmels. Leipzig, 1861.
- Photometrische Untersuchungen. Leipzig, 1865.
- Die Natur der Kometen. Leipzig, 1870.
- Theorie des 4-dimensionalen Raumes. Leipzig, 1867.
- Wissenschaftliche Abhandlungen. Bd. 1-4. Leipzig, 1878-1881